# Motomondiale 1976
La stagione 1976 è stata la ventottesima del Motomondiale; anche in questa stagione, come già nelle ultime precedenti, i gran premi furono 12 ma in nessuno di essi si disputarono le gare di tutte le classi.

## Il contesto
A metà della stagione la FIM decise, con effetto retroattivo dall'inizio dell'anno, una modifica nel calcolo dei punteggi stagionali: l'annata di gare venne divisa in due tronconi e, per ognuno di essi, vennero tenuti in considerazione i migliori tre risultati.
Con la decisione da parte di Yamaha, Suzuki e MV Agusta di sospendere la partecipazione alle gare della classe 500 con team completamente interni e il conseguente affidamento delle moto ufficiali a organizzazioni esterne, si vide anche un aumento dell'importanza degli sponsor i cui nomi erano apposti sulle carenature; oltre a quelli tecnici cominciarono ad apparire anche quelli di aziende esterne all'ambiente motociclistico.
Le tre case sopracitate scelsero di affidarsi: Yamaha all'importatore venezuelano Venemotos che scelse Johnny Cecotto quale pilota, Suzuki all'importatore britannico Heron che si affidò a Barry Sheene, John Williams e John Newbold; per quanto riguarda la MV Agusta, il pilota storico Giacomo Agostini, con il supporto della Marlboro, creò un suo team (Agostini durante l'anno scelse peraltro in qualche occasione di utilizzare anche una Suzuki "clienti").
La stagione fu segnata da due ultime volte: quella del Tourist Trophy tra le gare iridate e quello della MV Agusta tra le case partecipanti. Il tracciato dell'Isola di Man scontava la sua pericolosità, mentre la Casa lombarda la sempre più ridotta competitività delle moto a quattro tempi: in 500 il mondiale fu vinto dall'inglese Barry Sheene sulla Suzuki del britannico Team Heron, e in sella a una RG 500 erano 13 dei primi 15 classificati nella classe regina (unica eccezione Giacomo Agostini, settimo in graduatoria con la MV, portata alla vittoria nell'ultima gara della stagione al Nürburgring). La 500 vide anche la prima vittoria di un pilota statunitense in un GP: quella di Pat Hennen ad Imatra.
Walter Villa conquistò l'iride sia in 250 che in 350 con la Harley-Davidson (impresa riuscita in precedenza solo a Mike Hailwood nel 1967 e a Jim Redman in quelli del 1962 e 1963), mentre in 125 la vittoria fu appannaggio di Pier Paolo Bianchi su Morbidelli. Nella 50, ennesima vittoria per Ángel Nieto, questa volta su Bultaco (ovvero la Piovaticci ex Lazzarini, il cui progetto era stato rilevato dalla Casa spagnola). Tra i sidecar, secondo titolo consecutivo per Rolf Steinhausen, con il suo tre ruote Busch spinto dal 4 cilindri due tempi König, di origine motonautica.
Si dimostrò ancora fatale il GP delle Nazioni, disputatosi per la prima volta al Mugello: in una gara funestata da più di sessanta incidenti, persero la vita Paolo Tordi (al secondo giro della 350) e Otello Buscherini (nella gara della 250).

## Il calendario
| Data Resoconto         | Gran Premio (Circuito)                | Vincitori            | Vincitori          | Vincitori         | Vincitori          | Vincitori        | Vincitori                                |
| Data Resoconto         | Gran Premio (Circuito)                | classe 50            | classe 125         | classe 250        | classe 350         | classe 500       | sidecar                                  |
| 25 aprile Resoconto    | GP di Francia (Le Mans)               | Herbert Rittberger   |                    | Walter Villa      | Walter Villa       | Barry Sheene     | Rolf Biland Williams                     |
| 2 maggio Resoconto     | GP d'Austria (Salisburgo)             |                      | Pier Paolo Bianchi |                   | Johnny Cecotto     | Barry Sheene     | Rolf Steinhausen Josef Huber             |
| 16 maggio Resoconto    | GP delle Nazioni (Mugello)            | Ángel Nieto          | Pier Paolo Bianchi | Walter Villa      | Johnny Cecotto     | Barry Sheene     |                                          |
| 23 maggio Resoconto    | GP di Jugoslavia (Abbazia)            | Ulrich Graf          | Pier Paolo Bianchi | Dieter Braun      | Olivier Chevallier |                  |                                          |
| 10 giugno Resoconto    | Tourist Trophy (Mountain Circuit)     |                      |                    | Tom Herron        | Chas Mortimer      | Tom Herron       | Rolf Steinhausen Josef Huber             |
| 26 giugno Resoconto    | GP d'Olanda (Assen)                   | Ángel Nieto          | Pier Paolo Bianchi | Walter Villa      | Giacomo Agostini   | Barry Sheene     | Hermann Schmid Martial Jean-Petit-Matile |
| 4 luglio Resoconto     | GP del Belgio (Spa)                   | Herbert Rittberger   | Ángel Nieto        | Walter Villa      |                    | John Williams    | Rolf Steinhausen Josef Huber             |
| 25 luglio Resoconto    | GP di Svezia (Anderstorp)             | Ángel Nieto          | Pier Paolo Bianchi | Takazumi Katayama |                    | Barry Sheene     |                                          |
| 1º agosto Resoconto    | GP di Finlandia (Imatra)              | Juliaan Vanzeebroeck | Pier Paolo Bianchi | Walter Villa      | Walter Villa       | Pat Hennen       |                                          |
| 22 agosto Resoconto    | GP di Cecoslovacchia (Brno)           |                      |                    | Walter Villa      | Walter Villa       | John Newbold     | Hermann Schmid Martial Jean-Petit-Matile |
| 29 agosto Resoconto    | GP della Germania Ovest (Nürburgring) | Ángel Nieto          | Anton Mang         | Walter Villa      | Walter Villa       | Giacomo Agostini | Werner Schwärzel Andreas Huber           |
| 19 settembre Resoconto | Gran Premio di Spagna (Montjuïc)      | Ángel Nieto          | Pier Paolo Bianchi | Gianfranco Bonera | Kork Ballington    |                  |                                          |

## Sistema di punteggio e legenda
| Pos.  | 1  | 2  | 3  | 4 | 5 | 6 | 7 | 8 | 9 | 10 | 11> |
| ----- | -- | -- | -- | - | - | - | - | - | - | -- | --- |
| Punti | 15 | 12 | 10 | 8 | 6 | 5 | 4 | 3 | 2 | 1  | 0   |

## Le classi

### Classe 500

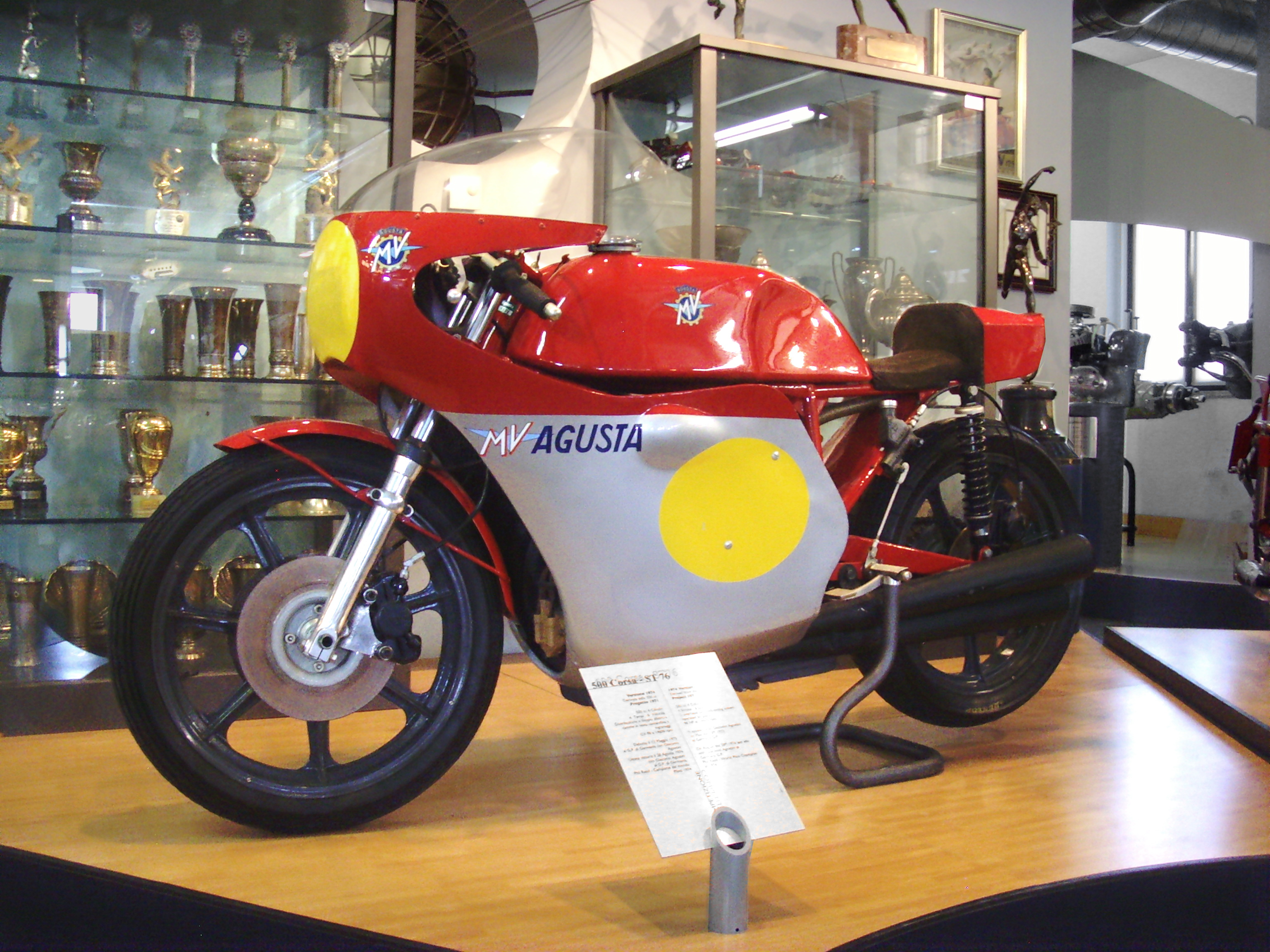
L'ultima MV Agusta 500.

Dopo aver ottenuto la vittoria nel Gran Premio motociclistico di Svezia e, di conseguenza, matematicamente il titolo iridato, Barry Sheene decise di non partecipare alle successive gare della stagione.
Durante il corso della stagione si registrò anche il ritiro dalle competizioni del pluriiridato Phil Read per il quale il Gran Premio motociclistico d'Olanda fu l'ultima gara della carriera.
L'ultima gara della stagione che vedeva al via le 500, il Gran Premio motociclistico di Germania, vide anche quella che resterà l'ultima vittoria in classe regina di una motocicletta dotata di motore a quattro tempi fino all'avvento della MotoGP; il merito fu di Giacomo Agostini (questa fu per lui anche l'ultima vittoria in carriera) e della MV Agusta. La casa motociclistica italiana a fine stagione interruppe le sue partecipazioni alle corse e, limitatamente alle 500, il suo palmarès registrò in totale 139 vittorie, 18 titoli iridati piloti e 16 titoli costruttori.

Classifica piloti (prime 5 posizioni)
| Pos. | Pilota            | Moto   |   |     |     |    |  |     |   |     |   |     |     |    | P.ti    |
| ---- | ----------------- | ------ | - | --- | --- | -- |  | --- | - | --- | - | --- | --- | -- | ------- |
| 1    | Barry Sheene      | Suzuki | 1 | 1   | 1   | NE |  | 1   | 2 | 1   |   |     |     | NE | 72 (87) |
| 2    | Teuvo Länsivuori  | Suzuki | 4 | Rit | 4   | NE |  | Rit | 5 | 4   | 2 | 2   | Rit | NE | 48 (54) |
| 3    | Pat Hennen        | Suzuki |   | Rit | 5   | NE |  | 2   | 8 | Rit | 1 | Rit | 3   | NE | 46      |
| 4    | Marco Lucchinelli | Suzuki | 3 | 2   | NP  | NE |  |     |   | 15  | 5 | Rit | 2   | NE | 40      |
| 5    | John Newbold      | Suzuki |   |     | Rit | NE |  | Rit | 9 | 10  | 4 | 1   | 4   | NE | 31 (34) |
| Pos. | Pilota            | Moto   |   |     |     |    |  |     |   |     |   |     |     |    | P.ti    |

| Legenda                                                                        | 1º posto        | 2º posto        | 3º posto | A punti      | Senza punti        | Grassetto=Pole position Corsivo=Giro più veloce |
| Legenda                                                                        | Gara non valida | Non qualificato | Ritirato | Squalificato | "-" Dato non disp. | Grassetto=Pole position Corsivo=Giro più veloce |
| Fonte dei dati: motogp.com, racingmemo.free.fr, autosport.com, jumpingjack.nl. |                 |                 |          |              |                    |                                                 |

### Classe 350

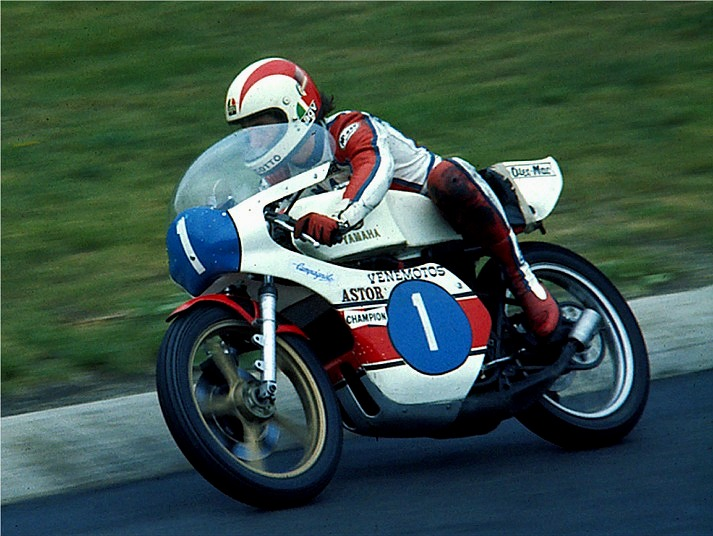
Cecotto nel GP di Germania 1976.

La stagione, composta da 10 prove (non si corse nel GP del Belgio e in quello di Svezia), venne divisa in due: la prima parte, in cui venivano ritenuti validi per la classifica i migliori tre risultati, si concludeva con il Tourist Trophy, la seconda parte, con sempre i migliori 3 risultati validi, aveva inizio con il GP d'Olanda.
Di fronte ad un numero considerevole di Yamaha, sia ufficiali che private, la vittoria in campionato arrise all'Harley-Davidson di Walter Villa che precedette il campione mondiale dell'anno precedente, Johnny Cecotto. Villa ottenne anche 4 vittorie contro le due del pilota venezuelano.
Tra i vincitori dei singoli gran premi vi è anche Giacomo Agostini che, con l'affermazione nel GP d'Olanda, portò la MV Agusta alla 76ª e ultima vittoria in questa classe prima che, al termine della stagione, la casa motociclistica varesina si ritirasse definitivamente dalle competizioni motociclistiche.

Classifica piloti (prime 5 posizioni)
| Pos. | Pilota         | Moto            |    |   |   |     |    |     |    |    |     |     |   |     | P.ti    |
| ---- | -------------- | --------------- | -- | - | - | --- | -- | --- | -- | -- | --- | --- | - | --- | ------- |
| 1    | Walter Villa   | Harley-Davidson | 1  | 2 | 7 | Rit |    | Rit | NE | NE | 1   | 1   | 1 | 6   | 76 (81) |
| 2    | Johnny Cecotto | Yamaha          | 2  | 1 | 1 | Rit |    | 8   | NE | NE | Rit | Rit | 2 | 4   | 65      |
| 3    | Chas Mortimer  | Maxton-Yamaha   | -  | 8 | - | 2   | 1  | 3   | NE | NE | 4   | 5   | - | Rit | 54      |
| 4    | Tom Herron     | Yamaha          | 9  | 6 | 5 | 5   | 26 | 7   | NE | NE | 3   | 3   | - | 9   | 41 (45) |
| 5    | John Dodds     | Yamaha          | 10 | 3 | 3 | -   |    | 5   | NE | NE | 9   | 6   | - | -   | 34      |
| Pos. | Pilota         | Moto            |    |   |   |     |    |     |    |    |     |     |   |     | P.ti    |

| Legenda                                                                        | 1º posto        | 2º posto        | 3º posto | A punti      | Senza punti        | Grassetto=Pole position Corsivo=Giro più veloce |
| Legenda                                                                        | Gara non valida | Non qualificato | Ritirato | Squalificato | "-" Dato non disp. | Grassetto=Pole position Corsivo=Giro più veloce |
| Fonte dei dati: motogp.com, racingmemo.free.fr, autosport.com, jumpingjack.nl. |                 |                 |          |              |                    |                                                 |

### Classe 250

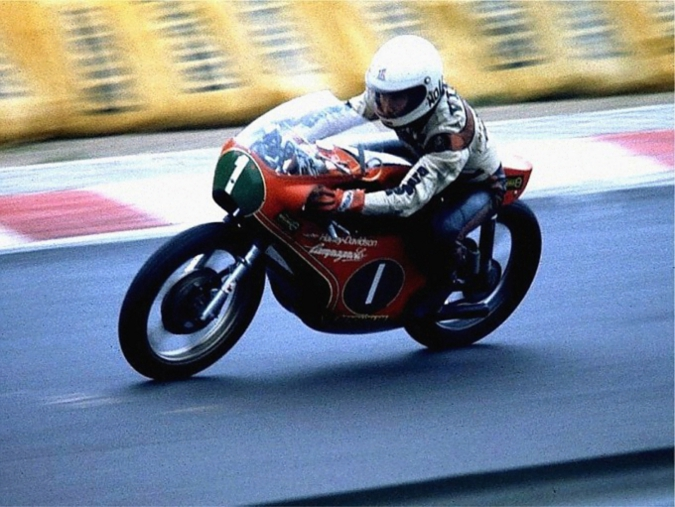
Villa nel GP di Germania 1976.

La 250 fu la categoria che nell'anno disputò più prove, essendo assente solamente nel GP d'Austria. La stagione fu divisa, ai fini della classifica, in due metà, la prima che comprendeva 5 prove (sino al GP d'Olanda) di cui erano validi i migliori 3 risultati e la seconda, che aveva inizio dal GP del Belgio, con altri 3 risultati utilizzabili da ciascun pilota.
Come già in 350, anche in questa classe il duello per aggiudicarsi il titolo fu tra i piloti delle varie Yamaha e i due piloti ufficiali Harley-Davidson; come già nell'altra categoria, ad aggiudicarsi il titolo fu Walter Villa (per la terza volta consecutiva dopo i titoli del 1974 e dell'anno precedente) che precedette in classifica Takazumi Katayama e il suo compagno di squadra Gianfranco Bonera.
Villa si aggiudicò anche 7 degli 11 gran premi, corredati di 7 pole position e 7 giri veloci in gara.
Da registrare anche la scomparsa nella gara delle 250 del Gran Premio motociclistico delle Nazioni di Otello Buscherini.

Classifica piloti (prime 5 posizioni)
| Pos. | Pilota            | Moto            |    |    |     |     |   |   |    |     |   |   |    |    | P.ti     |
| ---- | ----------------- | --------------- | -- | -- | --- | --- | - | - | -- | --- | - | - | -- | -- | -------- |
| 1    | Walter Villa      | Harley-Davidson | 1  | NE | 1   | Rit |   | 1 | 1  | Rit | 1 | 1 | 1  | 2  | 90 (117) |
| 2    | Takazumi Katayama | Yamaha          | -  | NE | 2   | -   | 2 | 2 | 3  | 1   | 2 | 3 | 7  | -  | 73 (87)  |
| 3    | Gianfranco Bonera | Harley-Davidson | 2  | NE | Rit | 7   |   | 4 | 5  | 3   | 3 | 2 | -  | 1  | 61 (77)  |
| 4    | Tom Herron        | Yamaha          | 21 | NE | 7   | 2   | 1 | 7 | 10 | 6   | 5 | 6 | 14 | 13 | 47 (52)  |
| 5    | Pentti Korhonen   | Yamaha          | 3  | NE | 3   | 8   |   | - | 8  | 4   | 4 | 8 | 9  | 4  | 47 (55)  |
| Pos. | Pilota            | Moto            |    |    |     |     |   |   |    |     |   |   |    |    | P.ti     |

| Legenda                                                                        | 1º posto        | 2º posto        | 3º posto | A punti      | Senza punti        | Grassetto=Pole position Corsivo=Giro più veloce |
| Legenda                                                                        | Gara non valida | Non qualificato | Ritirato | Squalificato | "-" Dato non disp. | Grassetto=Pole position Corsivo=Giro più veloce |
| Fonte dei dati: motogp.com, racingmemo.free.fr, autosport.com, jumpingjack.nl. |                 |                 |          |              |                    |                                                 |

### Classe 125
Diversamente dall'anno precedente la gerarchia interna decisa dalla Morbidelli per i suoi due piloti ufficiali venne invertita; Pier Paolo Bianchi (secondo nel 1975) ottenne 7 vittorie su 9 gare e il titolo iridato. Tra il vincitore e il compagno di squadra Paolo Pileri (iridato in carica) riuscì ad inserirsi Ángel Nieto appena passato alla Bultaco.
Classifica piloti (prime 5 posizioni)
| Pos. | Pilota             | Moto       |    |   |   |     |    |   |     |   |     |    |     |   | P.ti     |
| ---- | ------------------ | ---------- | -- | - | - | --- | -- | - | --- | - | --- | -- | --- | - | -------- |
| 1    | Pier Paolo Bianchi | Morbidelli | NE | 1 | 1 | 1   | NE | 1 | Rit | 1 | 1   | NE | Rit | 1 | 90 (105) |
| 2    | Ángel Nieto        | Bultaco    | NE | 4 | 3 | Rit | NE | 3 | 1   | 2 | Rit | NE | Rit | 2 | 67       |
| 3    | Paolo Pileri       | Morbidelli | NE | 2 | 2 | 3   | NE | 2 | 2   | 3 | 5   | NE | -   | - | 64 (74)  |
| 4    | Henk van Kessel    | AGV-Condor | NE | - | 4 | 2   | NE | - | -   | 5 | 3   | NE | -   | 3 | 46       |
| 5    | Anton Mang         | Morbidelli | NE | - | - | -   | NE | 6 | 13  | - | 7   | NE | 1   | 4 | 32       |
| Pos. | Pilota             | Moto       |    |   |   |     |    |   |     |   |     |    |     |   | P.ti     |

| Legenda                                                                        | 1º posto        | 2º posto        | 3º posto | A punti      | Senza punti        | Grassetto=Pole position Corsivo=Giro più veloce |
| Legenda                                                                        | Gara non valida | Non qualificato | Ritirato | Squalificato | "-" Dato non disp. | Grassetto=Pole position Corsivo=Giro più veloce |
| Fonte dei dati: motogp.com, racingmemo.free.fr, autosport.com, jumpingjack.nl. |                 |                 |          |              |                    |                                                 |

### Classe 50
Pur essendo passato dalla Kreidler dell'anno precedente alla Bultaco, Ángel Nieto conquistò un altro titolo, il settimo della carriera, nella classe di minor cilindrata del mondiale.
Al termine delle 9 prove in cui ottenne 5 vittorie, precedette in classifica generale le due Kreidler di Herbert Rittberger e Ulrich Graf.
Classifica piloti (prime 5 posizioni)
| Pos. | Pilota             | Moto           |     |    |     |   |    |   |   |   |     |    |   |   | P.ti    |
| ---- | ------------------ | -------------- | --- | -- | --- | - | -- | - | - | - | --- | -- | - | - | ------- |
| 1    | Ángel Nieto        | Bultaco        | Rit | NE | 1   | 3 | NE | 1 | 2 | 1 | Rit | NE | 1 | 1 | 85 (97) |
| 2    | Herbert Rittberger | Kreidler       | 1   | NE | Rit | 2 | NE | 3 | 1 | 4 | 4   | NE | 2 | 2 | 76 (92) |
| 3    | Ulrich Graf        | Kreidler       | 10  | NE | 4   | 1 | NE | 2 | 3 | 2 | 2   | NE | 3 | - | 69 (80) |
| 4    | Eugenio Lazzarini  | UFO-Morbidelli | 8   | NE | 2   | - | NE | 4 | 4 | 3 | 3   | NE | - | 3 | 53 (61) |
| 5    | Rudolf Kunz        | Kreidler       | 2   | NE | 3   | 5 | NE | 6 | 7 | - | -   | NE | 9 | - | 34 (39) |
| Pos. | Pilota             | Moto           |     |    |     |   |    |   |   |   |     |    |   |   | P.ti    |

| Legenda                                                                        | 1º posto        | 2º posto        | 3º posto | A punti      | Senza punti        | Grassetto=Pole position Corsivo=Giro più veloce |
| Legenda                                                                        | Gara non valida | Non qualificato | Ritirato | Squalificato | "-" Dato non disp. | Grassetto=Pole position Corsivo=Giro più veloce |
| Fonte dei dati: motogp.com, racingmemo.free.fr, autosport.com, jumpingjack.nl. |                 |                 |          |              |                    |                                                 |

### Classe sidecar

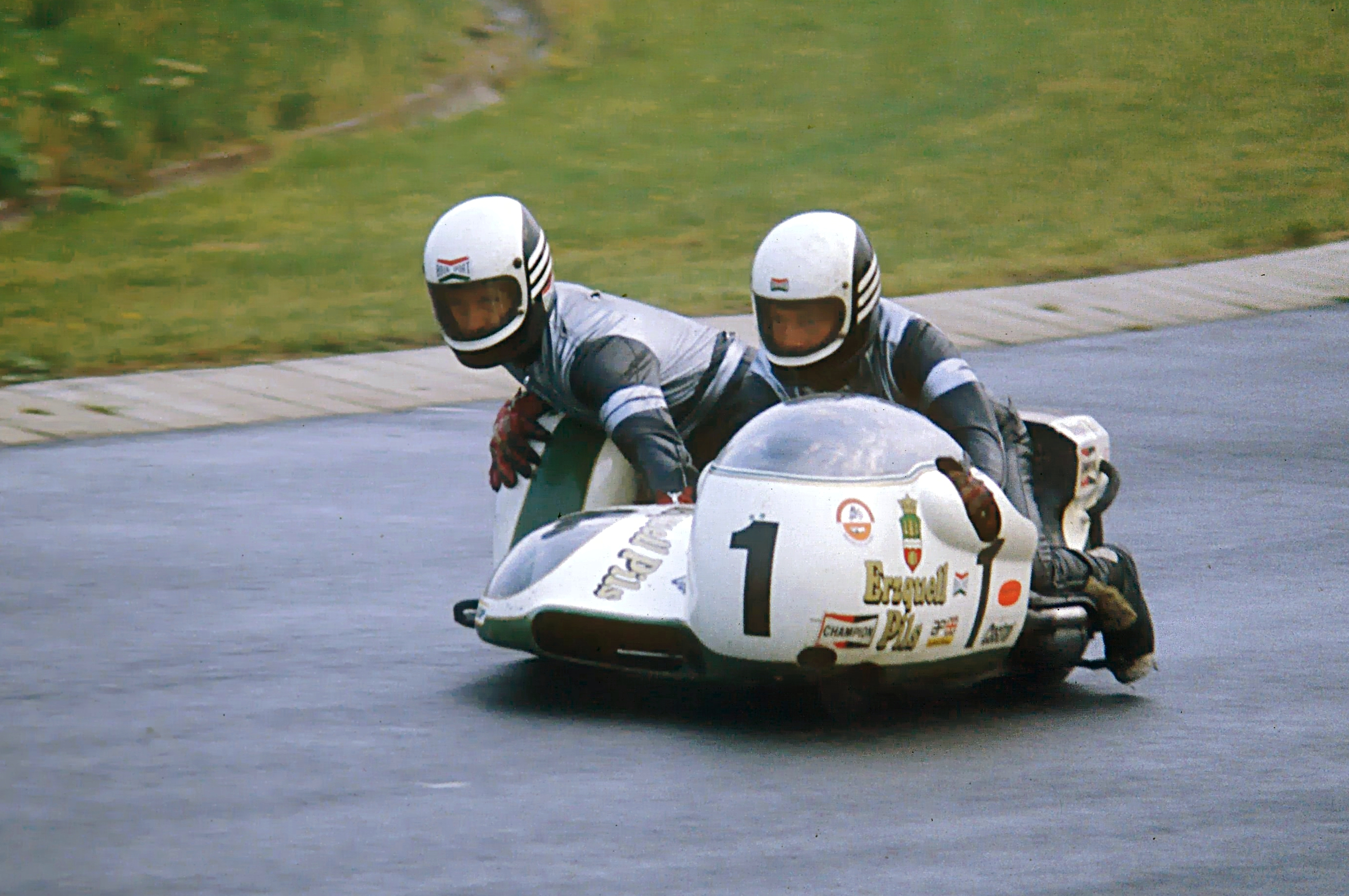
Steinhausen/Huber in Germania.

Le motocarrozzette furono quelle che disputarono nel 1976 il minor numero di prove, solo 7; anche con i nuovi regolamenti avrebbe potuto essere eliminato un solo risultato tra i 4 della seconda meta di campionato, dal GP d'Olanda a quello di Spagna. Solo i primi due equipaggi nella classifica generale furono costretti a farlo; il titolo andò alla coppia tedesca Rolf Steinhausen e Josef Huber (già vincitori dell'iride l'anno precedente) che precedettero i connazionali Werner Schwärzel e Andreas Huber.
Mentre i telai erano di fornitori diversi, i propulsori utilizzati erano König (che si aggiudicò quattro vittorie) e Yamaha (che si aggiudicò i restanti 3 GP).
Da registrare anche il fatto curioso che due piloti storici e plurivittoriosi nella categoria, Klaus Enders e Helmut Fath, tentarono vanamente un rientro nelle competizioni ma vennero fermati il primo da un incidente e il secondo da un handicap fisico.

Classifica equipaggi (prime 5 posizioni)
| Pos. | Pilota                                             | Moto          |    |     |    |    |   |     |   |    |    |   |    |    | P.ti    |
| ---- | -------------------------------------------------- | ------------- | -- | --- | -- | -- | - | --- | - | -- | -- | - | -- | -- | ------- |
| 1    | Rolf Steinhausen/Josef Huber                       | Busch-König   | -  | 1   | NE | NE | 1 | 8   | 1 | NE | NE | 4 | 2  | NE | 65 (68) |
| 2    | Werner Schwärzel/Andreas Huber                     | König         | 11 | 2   | NE | NE |   | 4   | 2 | NE | NE | 2 | 1  | NE | 51 (59) |
| 3    | Hermann Schmid/Martial Jean-Petit-Matile           | Schmid-Yamaha | -  | 4   | NE | NE |   | 1   | - | NE | NE | 1 | 15 | NE | 38      |
| 4    | Rolf Biland/Williams                               | Seymaz-Yamaha | 1  | Rit | NE | NE |   | Rit | - | NE | NE | 3 | 4  | NE | 33      |
| 5    | Siegfried Schauzu/Clifton Lorentz-Wolfgang Kalauch | Schmid-Fath   | 8  | 3   | NE | NE | 4 | 10  | 4 | NE | NE | - | 9  | NE | 32      |
| Pos. | Pilota                                             | Moto          |    |     |    |    |   |     |   |    |    |   |    |    | P.ti    |

| Legenda                                                                        | 1º posto        | 2º posto        | 3º posto | A punti      | Senza punti        | Grassetto=Pole position Corsivo=Giro più veloce |
| Legenda                                                                        | Gara non valida | Non qualificato | Ritirato | Squalificato | "-" Dato non disp. | Grassetto=Pole position Corsivo=Giro più veloce |
| Fonte dei dati: motogp.com, racingmemo.free.fr, autosport.com, jumpingjack.nl. |                 |                 |          |              |                    |                                                 |